# Scytodes strussmannae
Espèce
Scytodes strussmannae est une espèce d'araignées aranéomorphes de la famille des Scytodidae.

## Distribution
Cette espèce est endémique du Brésil. Elle se rencontre en Acre, au Mato Grosso et au Mato Grosso do Sul.

## Description
La femelle holotype mesure 8,0 mm.

## Étymologie
Cette espèce est nommée en l'honneur de Christine Strüssmann.

## Publication originale
- Rheims & Brescovit, 2001 : New species and records of Scytodes Latreille, 1804 of the globula group from Brazil (Araneae, Scytodidae). Andrias, vol. 15, p. 91-98.